# Cuon alpinus alpinus
O dhole-de-Ussuri (Cuon alpinus alpinus) também referido como dhole-da-Ásia-Oriental ou mesmo dhole-chinês, é uma subespécie do cão-selvagem-asiático. Originalmente, nativo da Península da Coreia, de partes da Manchúria, do Rio Amur e partes da Mongólia, hoje o dhole é regionalmente extinto de boa parte de sua distribuição original, vivendo agora em populações fragmentadas localizadas no Extremo Oriente Russo.

## Características

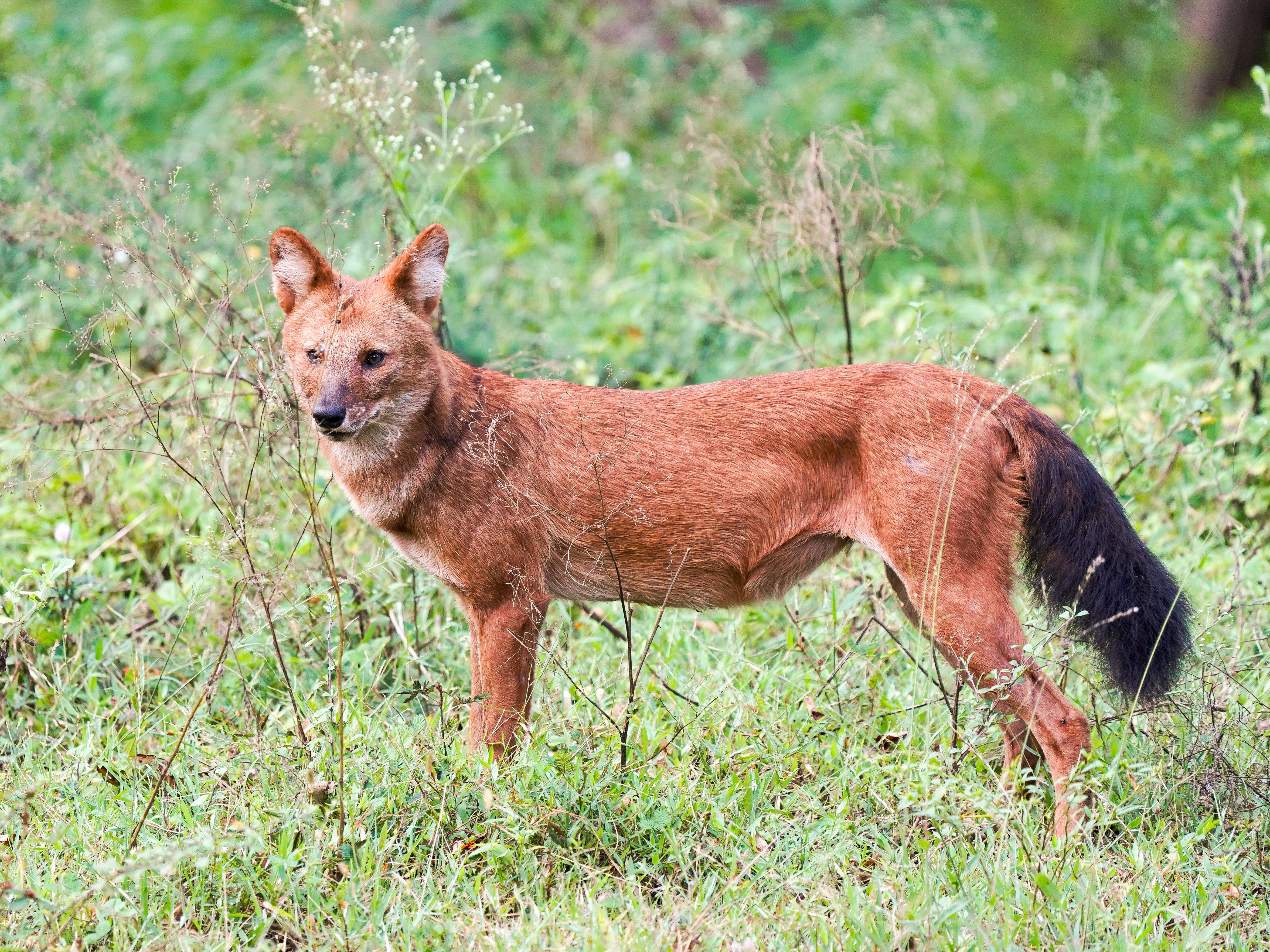
Espécime solitário vagando

O dhole-de-ussuri é a maior subespécie de cão-selvagem-asiático conhecida, tal como o dhole-Tien-Shan também possui um espesso pelo de inverno. Em contraste com as subespécies ao sul de pelo mais fino e avermelhado. Seu peso corporal é medianamente de 15,1 kg, mas chegam a atingir os 21 quilogramas.

## Ecologia
São superpredadores, atuando em grupos sociais eles se alimentam de uma enorme variedade de presas, por exemplo: o veado-vermelho, cervo-almiscarado, corça, muntíaco, muflão, saiga e a gazela-persa são apenas alguns poucos dos inúmeros animais predados; também caçam faisões, perdizes, pavões, aves aquáticas e até o grou-da-manchúria. Apesar de comerem sapos, ratos e lagartos na ausência de refeições de maior porte. As matilhas nas mais raras ocasiões caçam grandes equinos como o hemíono, o kiang e o cavalo-de-przewalski neste caso as matilhas caçam os animais doentes e jovens.
Mesmo com seu papel macropredatório no ecossistema, os dholes ainda são afetados por demais superpredadores tais como tigres, lobos, ursos-pardos, hiena-listradas, leopardos e mais raramente com leões asiáticos (na Índia).